# إميل مورو (كاتب)
إميل مورو (بالفرنسية: Émile Moreau)‏ هو كاتب سيناريو وكاتب مسرحي فرنسي، ولد في 8 ديسمبر 1852 في Brienon-sur-Armançon ‏ في فرنسا، وتوفي في 27 ديسمبر 1922 في يون في فرنسا.

## وصلات خارجية
- إميل مورو على موقع IMDb (الإنجليزية)
- إميل مورو على موقع ألو سيني (الفرنسية)
- إميل مورو على موقع ميوزك برينز (الإنجليزية)
- إميل مورو على موقع قاعدة بيانات برودواي على الإنترنت (الإنجليزية)
- إميل مورو على موقع قاعدة بيانات الأفلام السويدية (السويدية)
- إميل مورو على موقع قاعدة بيانات الفيلم (الإنجليزية)
- إميل مورو على موقع كينوبويسك (الروسية)